# ReiserFS
ReiserFS — журнальована файлова система, розроблена спеціально для Linux компанією «Namesys» під керівництвом Ганса Рейзера (Hans Reiser). Зазвичай під словом ReiserFS розуміють третю версію (остання — 3.6.21), а четверту називають Reiser4.
ReiserFS підтримується тільки під GNU / Linux. З'явившись в Linux версії 2.4.1, вона стала першою журнальованою ФС, включеною в ядро.
ReiserFS — стандартна ФС для дистрибутивів Elive, Xandros, Linspire, GoboLinux і Yoper.
В цей час розробка Reiser3 припинена.

## Особливості
- Можливість упаковки декількох невеликих файлів в один блок (т. зв. Англ. Tail packing — «упаковка хвостів»), щоб уникнути фрагментації і втрати дискового простору. Через сильні втрати продуктивності Namesys рекомендує відключити цю можливість на чутливих до ресурсів машинах.
- Журналювання тільки метаданих.
- Можливість зміни розміру файлової системи «на льоту».

## Недоліки
- Reiser3 може бути пошкоджена в результаті перебудови дерева під час перевірки. Перебудова дерева потрібна за умови, якщо метадані дуже сильно пошкоджені.
- Версії ReiserFS, включені в ядро Linux молодше версії 2.4.10, визнані нестабільними компанією «Namesys» і не рекомендовані для промислового використання, особливо у зв'язці з NFS.
- Невідомий спосіб дефрагментації, крім повного дампа ФС і наступного відновлення. Проте є перепакувальник для ReiserFS v4, який піклується про фрагментацію файлів.